# Canifa oculata
Canifa oculata es una especie de coleóptero de la familia Scraptiidae.

## Distribución geográfica
Habita en América Central.